# みなと (唱歌)
みなと（又は港）は、日本の唱歌。

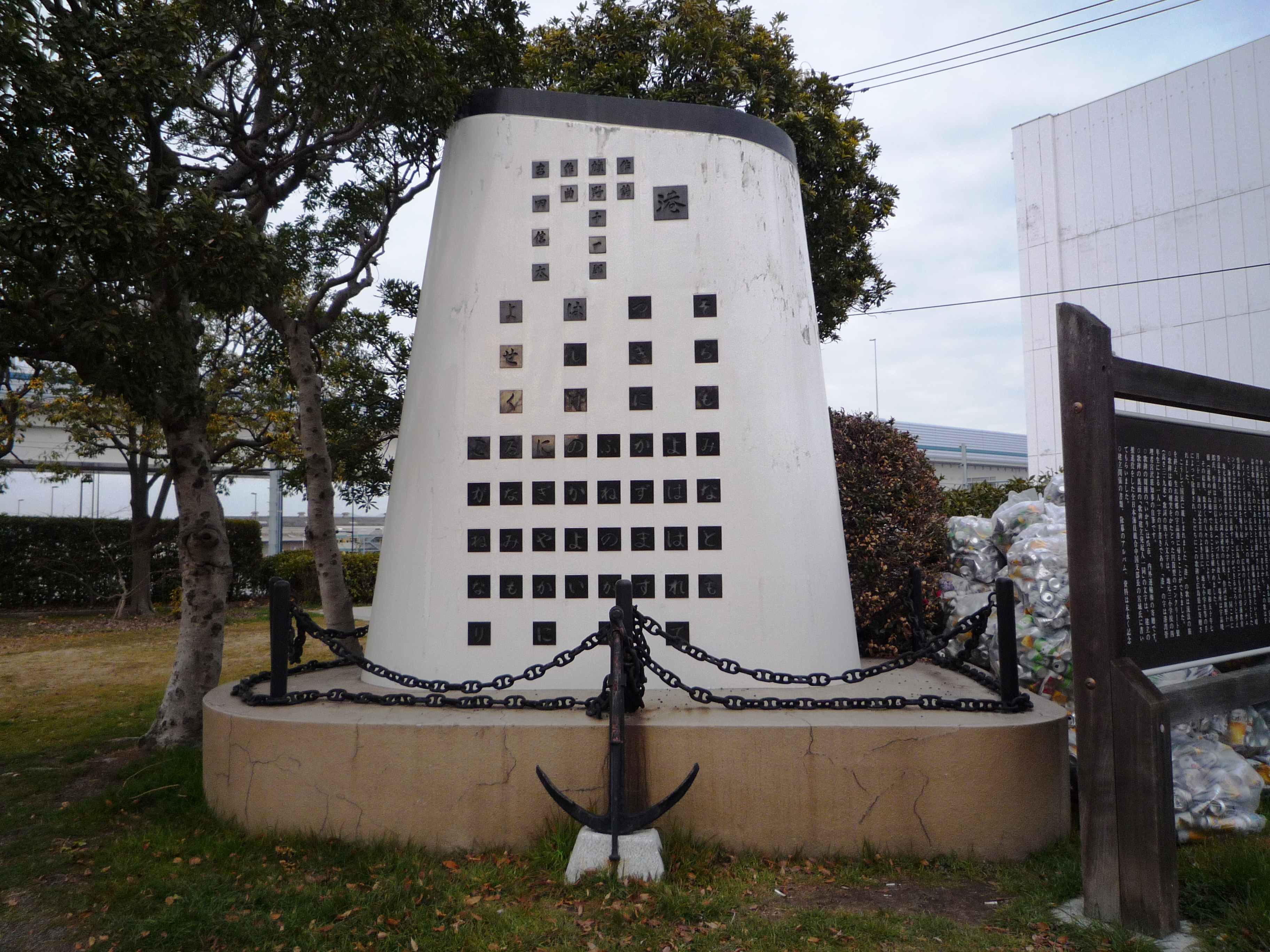
広島市の宇品にある歌碑

タイトルの『みなと』については、日本音楽著作権協会（JASRAC）の登録名称を採用している。

## 概要
初出は1900年（明治33年）2月に出版された小山作之助編『新選國民唱歌（壱）』（共益商社・三木楽器店版）で、タイトルは「湊」であった。1905年（明治38年）の教育音樂講習會編纂『新編教育唱歌集』（東京開成館蔵版）で「港」となり、戦後は「みなと」と平仮名書きになった。
作詞は旗野十一郎、作曲は吉田信太。日本人が作曲した初めての三拍子の曲として知られる。戦前・戦後を通じて長く愛唱された。
なお、作詞の旗野十一郎は1908年（明治41年）没、作曲の吉田信太が1953年（昭和28年）没なので著作権の保護期間が満了し、歌詞および楽曲はパブリックドメインとなっている。ただし、林柳波が後年補作した2番の歌詞については著作権の保護期間中である。

## 歌詞
2番の歌詞は、元々作られた「林なしたる」の歌い出しの旗野版の他に、林柳波による別バージョン（補作詞）が存在し、林版の方が現在は一般的になっている。
以下は、1番・2番とも著作権が消滅した「旗野十一郎」が作詞した歌詞である。
1番
空も港も夜ははれて（そらも みなとも よははれて）
月に数ます船のかげ（つきに かずます ふねのかげ）
端艇の通いにぎやかに（はしけの かよい にぎやかに）
寄せくる波も黄金なり（よせくる なみも こがねなり）

2番
林なしたるほばしらに（はやし なしたる ほばしらに）
花と見まごう船旗章（はなと みまごう ふなじるし）
積荷の歌のにぎわいて（つみにの うたの にぎわいて）
港はいつも春なれや（みなとは いつも はるなれや）

## 楽曲
第1拍が8分音符2つ、第2拍と第3拍が4分音符1つずつというリズム形式を特徴とする。このリズムは以降も日本の三拍子の歌の中に伝統的に残り、「港」は三拍子の流行歌の先駆となった。

## 広島市の歌碑

### 設立の背景
広島県では「港」は宇品港を題材にしたものと一般に信じられていた。
1つの理由は、作曲者の吉田信太が明治後期から大正の初めにかけて広島高等師範学校に勤務していたためである。その際、宇品港の風景をヒントに「港」を作曲したといわれた。しかし、吉田の在任期間は1902年（明治35年）9月から1913年（大正2年）9月までであり、一方、「港」の発表はそれより前の1900年（明治33年）である。従って、吉田が広島に招かれた時には既に「港」は歌われていたことになる。
他には、作詞者の旗野十一郎が旅行の途中で宇品に立ち寄り風景を歌ったという説がある。これについて旗野の子孫は「昔のことで分かりかねます。（中略）『港』に出てくる港は特定されたものではないと思います」と述べている。

### 経緯
宇品中央公園「港」歌碑建立由来記によれば、設立経緯は下記のとおりである。
1973年（昭和48年）8月、全日本海員組合の宮城伸三が前任地の博多から広島に転任してきた時に、宇品の居酒屋で同席した老人から「『港』は宇品を歌った歌である」と聞いた。宮城は、広島といえば原爆の都市という暗いイメージがあるが、この明るく生き生きとした情緒あふれる名曲を掘り起こし、広島のイメージチェンジを図れば、広島の子供達の情操教育と海事思想普及に貢献できるだろうと考えた。
そこで、地元海運関係者や有志に呼びかけ、調査を行った結果、宇品の歌であることを確信した。また、本土と元宇品を結んでいる暁橋（通称・めがね橋）から見た風景を歌っていることもわかった。（この点に関して、宮城は雑誌『海員』で「日本地名辞典に唱歌みなとは宇品港を題材にしたものとあり、また作曲した吉田信太先生の弟子、渡辺弥蔵氏の談でも明らかになっている」と述べている。）
そして、1975年（昭和50年）7月21日に宇品中央公園（元陸軍船舶司令部跡地）に歌碑が建てられた。形は船の煙突を模した物になり、正面に置かれた錨は内外運輸（現・シーゲートコーポレーション）が寄贈。宇品小学校・宇品東小学校・元宇品小学校の当時4年生が、1人1文字ずつ歌詞を書き、当時の広島県知事（当時の広島港の港湾管理者でもある）の宮澤弘が、タイトルの「港」の文字を書いた。
その後、広島市内の防災無線で正午に毎日流されるようになった。また、広島市の広報資料などでも取り上げられている。

## 写真集

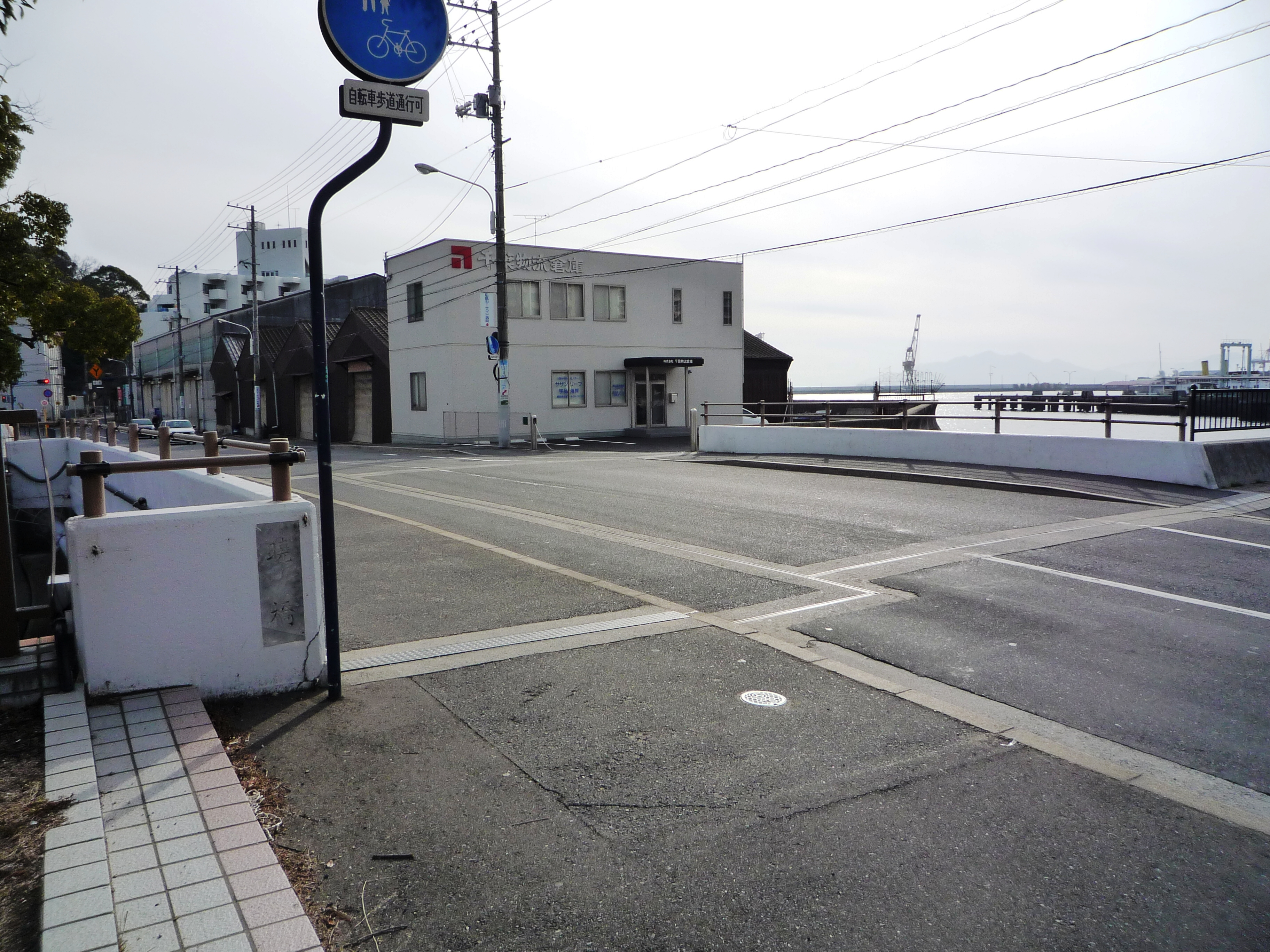
歌詞で歌ったとされる広島市の暁橋（2011年現在）
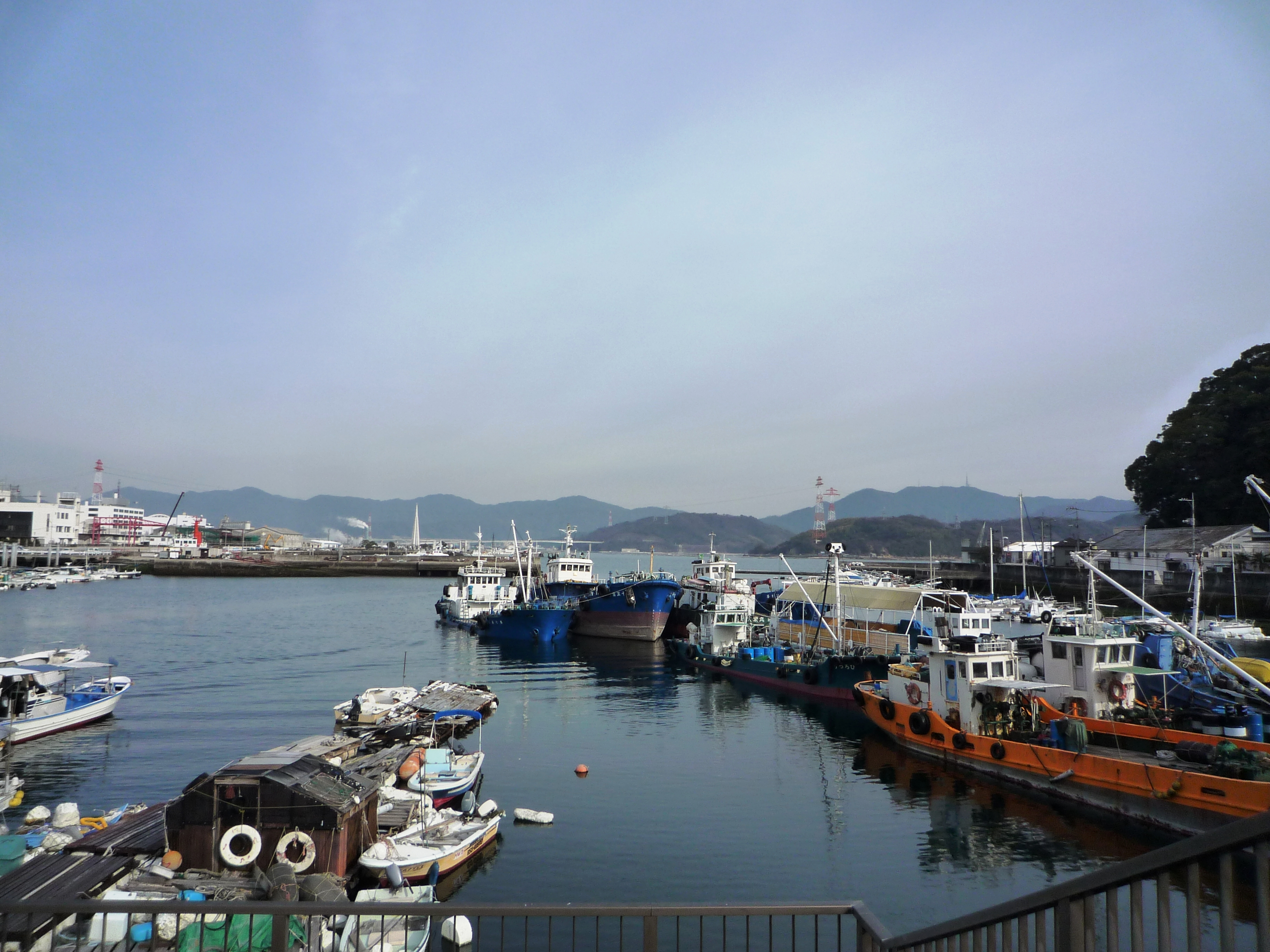
この景色を見て歌詞を作ったとされている（2011年現在）

## 横浜市の歌碑

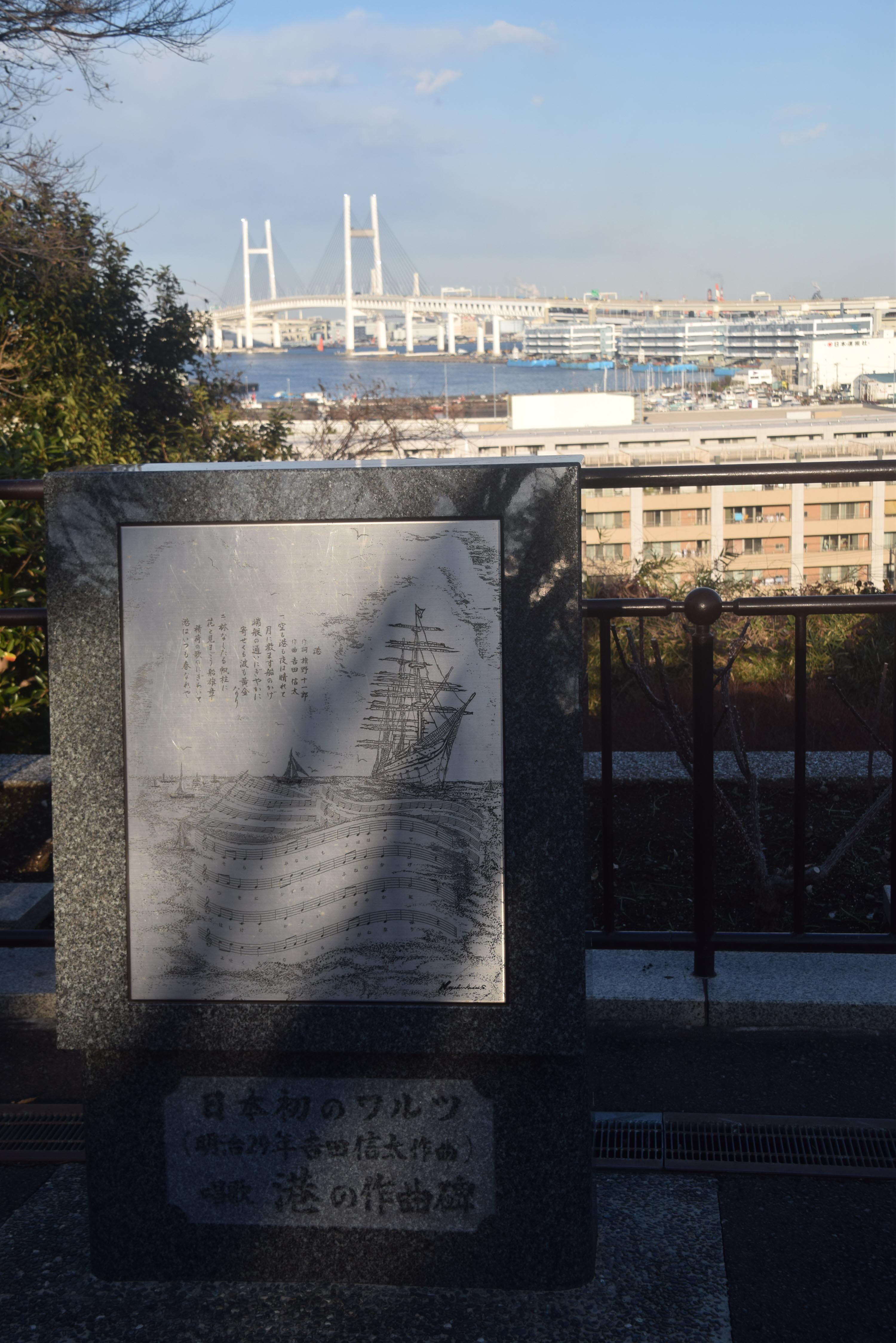
「日本初のワルツ」の歌碑（神奈川県横浜市）

2014年6月、神奈川県横浜市中区の「港の見える丘公園」にある神奈川近代文学館の傍の横浜港を見下ろす一等地に、「日本人が初めて作ったワルツ」として「港」の小規模な歌碑が有志によって建てられた。この場所で作曲されたということでなく、作曲者の吉田信太が横浜市在住で、神奈川県の学校で長らく教鞭を取って、日本有数の横浜港に近かったという由来であるという。